# 汪清站
汪清站（： Wangcheong-yeog）位于中华人民共和国吉林省延边朝鲜族自治州汪清县汪清镇，是图佳铁路上的火车站，建于1933年，由沈阳铁路局管辖。

## 車站周邊
- 中国邮政储蓄银行东振路支行
- 汪清林业局职工医院

## 歷史
- 建于1933年。